# Nomo (Sierra Leona)
Nomo es un municipio (chiefdom) del distrito de Kenema en la provincia del Este, Sierra Leona, con una población con una población censada en diciembre de 2015 de 5491 habitantes.
Se encuentra ubicado al este del país, cerca de la frontera con Liberia y del río Moa.